# Lagan (Ierland)
De Lagan (Ulster Schots: Lagan Wattèr; Iers: Abhainn an Lagáin) is een van de grootste rivieren in Noord-Ierland, die zijn oorsprong vindt ten zuidwesten van het dorp Dromara. De naam van de rivier betekent letterlijk "rivier van het laag liggende district". In het oosten van Noord-Ierland vormt deze rivier grotendeels de natuurlijke grens tussen de provincies County Antrim en County Down. Voordat de 60 km lange rivier uitmondt in de Ierse Zee, stroomt deze door Dromore, Lisburn en Belfast. In de Lagan komt de Atlantische zalm voor, die via de monding met de Ierse Zee binnen zwemt.